# Франк Шьобел
Франк Шьобел (на немски: Frank Schöbel) е немски певец и музикант, особено популярен в ГДР. Като син на оперна певица, той навлиза отрано в шоу бизнеса, като музикант, певец, водещ и с участия във филми на DEFA.
През 1971 г. записва „Wie Ein Stern“ (Като звезда), която става хит едновременно в ГДР и ФРГ и по-късно е използвана във филма „Животът на другите“ (2007). Първият му брак е с Крис Дорк, с която пее съвместно през 1960-те и 1970-те, а вторият – с Аурора Лакаса. И с двете е разведен. От първия си брак има син, а от втория – две дъщери.